# Ludger Zollikofer
Ludger Zollikofer (* 29. Oktober 1893 in Fischlaken im Ruhrgebiet; † 11. Oktober 1944 im Konzentrationslager Sachsenhausen) war ein deutscher KPD-Funktionär und Widerstandskämpfer gegen den Nationalsozialismus.

## Leben
Zollikofer trat 1918/19 in die USPD ein, mit deren linkem Flügel er Ende 1920 zur KPD übertrat. Er gründete 1922 eine Ortsgruppe der KPD in der Stadt Essen und war seit 1927 als Sekretär der Internationalen Arbeiterhilfe tätig. Zugleich betätigte er sich im „Militärischen Apparat“ der KPD und war Leiter der Proletarischen Hundertschaften sowie Funktionär des RFB im Ruhrgebiet. Zugleich übernahm er mehrere Funktionen im Deutschen Eisenbahner-Verband (DEV) bzw. ab 1925 im EdED.
Nach Beginn des Nationalsozialismus wurde er wegen seiner kommunistischen Orientierung verfolgt. Am 1. Mai 1933 kam er für kurze Zeit in Polizeihaft in Kleve, anschließend wurde er bis Ende 1933 im KZ Esterwegen gefangen gehalten. Im Juni 1934 wurde er erneut verhaftet und zu einer Zuchthausstrafe von 15 Monaten verurteilt.
Nach Ausbruch des Zweiten Weltkrieges wurde Zollikofer erneut verhaftet und am 10. September 1939 in das KZ Sachsenhausen gebracht. Hier beteiligte er sich mit Ernst Schneller, Mathias Thesen und anderen an verdeckten Widerstandshandlungen. Dafür wurde er 1944 gemeinsam mit 26 anderen deutschen und französischen Häftlingen an der „Station Z“ hingerichtet.

## Ehrungen
Das Gedenkzeichen „Klang der Erinnerung“ im ehemaligen Kommandanturbereich der Gedenkstätte Sachsenhausen ehrt seit 2014 Zollikofer und die anderen getöteten Häftlinge vom 11. Oktober 1944.